# Виктор Родригес Андраде
Виктор Родригес Андраде (на испански: Víctor Rodríguez Andrade) е уругвайски футболист, полузащитник.

## Кариера
Виктор Родригес Андраде е роден и отгледан в квартал Барио Сур на Монтевидео. Виктор е племенник на Хосе Андраде, световен шампион от 1930 г. Това оказва влияние за решението да следва стъпките на известния си роднина.
Играе на професионално ниво за клубове от Монтевидео Сентрал Еспаньол и Пенярол. С последния печели 2 пъти уругвайското първенство. Само Андраде и Обдулио Варела стават световни шампиони от 1950 г. и шампиони на Южна Америка. Той също така взима участие в Световното първенство през 1954 г., където Уругвай се нарежда на 4-то място.
Последният мач за националния отбор Андраде играе на 5 юни 1957 г. срещу Аржентина. В края на футболната си кариера той става спортен служител организатор на баскетболния отбор „25 август“.
През 2005 г. в чест на 100-годишнината от основаването на клуб Сентрал Еспаньол, в Уругвай са издадени пощенски марки с трите най-важни фигури в клуба – световни шампиони през 1950 г. Андраде, Луис Рихо и треньорът на турнира Хуан Фонтана.

## Отличия

### Отборни
Сентрал Еспаньол
- Примера дивисион де Уругвай: 1950

### Международни
Уругвай
- Световно първенство по футбол: 1950
- Копа Америка: 1956